# Boç (equitació)
Un boç, una morralla, un morral o encara una destra o un ramal és un cabestre o corda unit a la cabeçada del bestiar de peu rodó per a lligar-los a la grípia o la menjadora o conduir-los. Està compost per l'anell o clatellera? (cast. cogotera), travesser? (cast. travesaño), ?? (cast. hociquera), cabeçada o tirs, testera i barballera.

## Tipus de morralles
- Mitja morralla: és una morralla improvisada fent un mig nus escorredor al voltant del musell de l'animal amb la mateixa soga que es té lligada al bescoll; serveix per a fermar-lo i menar-lo més fàcilment.
- Morralla de dos botons: morralla que duu dos botons, un a cada costat, amb els seus corresponents repunts, de manera que sigui possible de desprendre'l de qualsevol costat. Facilita la tasca quan un poltre es troba ajagut i desitja desfer-se el morral del costat dret.
- Bocet: cabeçada-morralla que porta una mitja ?? (cast. hociquera), però sense clatellera ni travesser.